# Attica (película)
Attica es una película documental estadounidense de 2021 de Stanley Nelson y Traci Curry. Se estrenó en el Festival Internacional de Cine de Toronto de 2021 el 9 de septiembre de 2021 y se emitió en Showtime el 29 de octubre de 2021.

## Sinopsis
Una mirada retrospectiva de 50 años al levantamiento de Attica de 1971 a través de entrevistas con los reclusos (en su mayoría negros y latinos) que estaban allí.

## Recepción
En el sitio web del agregador de reseñas Rotten Tomatoes, el 98% de las reseñas de 48 críticos son positivas, con una calificación promedio de 8.40/10. El consenso del sitio web dice: "Attica revisa el motín titular con inteligencia, compasión e ira, presentando una versión de los eventos que honra la historia tanto como ejemplifica el arte de la realización de documentales. Metacritic, que utiliza un promedio ponderado, asignó a la película una puntuación de 88 sobre 100 basada en 10 críticos, lo que indica "aclamación universal".

## Premios
- 94.ª Premios de la Academia: Nominación al Premio Óscar a la Mejor Película Documental.[8][9]